# Compagnie marocaine
La Compagnie marocaine est une holding financière française fondée en 1902.

## Historique
La Compagnie marocaine est fondée en 1902 par un groupe d'industriels français, avec à leur tête Schneider, pour développer des activités commerciales, industrielles et agricoles au Maroc. 
Eugène II Schneider en est le premier président. À la faveur d'une augmentation de capital, un représentant de la Banque de l'Union parisienne en assura la présidence à partir de 1911.
Elle prend part à la création de la Compagnie des chemins de fer du Maroc, dont elle devient l'un des principaux actionnaires.
La Compagnie marocaine est cotée à la Bourse de Paris en 1920.

## Dirigeants

### Liste des présidents
- 1903-? : Eugène II Schneider